# Medal im. Mikołaja Kopernika Polskiej Akademii Nauk
Medal im. Mikołaja Kopernika Polskiej Akademii Nauk – nagroda naukowa przyznawana przez Polską Akademię Nauk uczonym, którzy nie należą do PAN. Można ją otrzymać tylko raz. Przyznawana jest w nierównych odstępach czasowych; do tej pory wynosiły od roku do trzech lat.

## Lista laureatów
- 1999: Jerzy Maj
- 2000: Michał Odlanicki-Poczobutt, Reijo Kalevi Vihko, Władysław Pożaryski
- 2001: Czesław Olech
- 2002: Klaus Hahlbrock, Jurij Siergiejewicz-Osipow, Tadeusz Orłowski, Jerzy Znosko
- 2003: Gèrald Djéga Mariadassou, Enrico Banda
- 2005: Lotfi Zadeh, Brian F.C. Clark
- 2006: Józef Hurwic
- 2007: Armando Lattes, Tadeusz Luty
- 2008: Gerhard Ertl, Włodzimierz Zagórski-Ostoja
- 2009: Jacek K. Furdyna, Claudine Kieda, Noel R. Rose, Kenneth J.H. Phillips, Zbigniew Dauter
- 2010: Sigurd Hofmann, Jan Madey
- 2012: Henryk Skarżyński
- 2013: Leszek Kubicki
- 2016: Polski Zespół Badawczy POLGRAW
- 2018: Richard E. Pipes
- 2020: Krzysztof Bankiewicz
- 2021: Anna Ochab-Marcinek, Radosław Owczuk, Anna Plater-Zyberk, Krzysztof Pyrć, Magdalena Rosińska
- 2022: Aneta Afelt, Wojciech Paczos
- 2023: Magdalena Fikus
- 2024: Ewa Bartnik